# پارک ملی دلتای سالوم
پارک ملی دلتای سالوم در سنگال (Parc National du Delta du Saloum)، پارکی ملی به مساحت ۷۶۰ کیلومتر مربع است. این پارک که در سال ۱۹۷۶ تأسیس شده، در محل تلاقی دلتای سالوم و رود سالوم با اقیانوس اطلس شمالی واقع شده است.
این پارک که بخشی از یک سایت میراث جهانی یونسکو و سایت کنوانسیون رامسر است، در داخل یک ذخیره‌گاه زیست‌کره به مساحت ۱۸۰۰ کیلومتر مربع قرار دارد. ۶۱۰ کیلومتر مربع از این پارک را آب، ۷۰ کیلومتر مربع را پوشش‌های گیاهی آب‌شور و مناطق بین‌جزری و ۸۰ کیلومتر مربع را ساوانا و جنگل تشکیل می‌دهند. این پارک در مسیر مهاجرت پرندگان شرق اقیانوس اطلس قرار دارد. گونه‌های پرندگانی که در این منطقه زادآوری می‌کنند یا زمستان‌گذرانی می‌کنند شامل ترن سلطنتی، فلامینگو بزرگ، کفچه نوک اوراسیایی، ماسه‌چین بزرگ، سنگ‌چین قرمزی و ماسه‌چین کوچک هستند.
این منطقه نماد مهمی از تعامل طبیعت با تنوع زیستی گسترده و شیوه‌های توسعه انسانی است که هرچند همچنان حاضر، اما شکننده هستند. آبزی‌پروری صدف‌ها به صورت پایدار در اینجا بسیار توسعه یافته است و منبع مهمی از غذا و درآمد صادراتی برای جامعه محلی و سنگال به‌شمار می‌آید.